# Comté de Moha
Entités suivantes :
- Principauté de Liège

Le comté de Moha (latin : comitatus Muhae ou Mohae) est au Moyen Âge un territoire du pagus Hasbania dans le duché de Basse-Lotharingie du Saint-Empire romain germanique. Il est centré autour du village de Moha sur la rive droite de la rivière Mehaigne et de son château.
Le comté de Moha est à l'origine un alleu. Il n'est considéré comme un comté qu'au XIe siècle, lorsque ses seigneurs devinrent comtes d'Eguisheim, puis de Dabo et de Metz. Parmi ses dépendances se trouvent les fiefs d'Antheit, Saint-Jean, Les Waleffes et Wanze.

## Albert I et II
Le premier seigneur (pas encore comte) de Moha enregistré est Albert Ier de Dabo, connu par une charte de l'évêché de Liège datée de 1031 et par une autre de l'archevêque Poppon de Trèves datée de 1040-1044. Cet Albert pourrait avoir appartenu à la maison de Verdun, puisqu'il signe immédiatement après le comte Albert II de Namur en 1031 et le duc Godefroid le Barbu dans les années 1040. De plus, la charte de l'archevêque Poppon est émise au nom du comte Gozelon Ier de Montaigu et de son épouse.
Albert II succède Albert Ier, mais on ignore comment ou même s'ils sont apparentés. Albert II épousé Hedwige, une fille du comte Henri Ier de Dabo et Eguisheim, lui-même fils du comte Hugues VI et neveu du pape Léon IX. D'après une lettre du pape Léon, son neveu Henri meurt en 1050. Son fils Hugues VII lui succède à Dabo et sa fille à Eguisheim, qui transmet ainsi le comté à Albert II. Celui-ci devient, par la combinaison de son nouveau titre (comte) avec son ancienne seigneurie allodiale (Moha), le premier comte de Moha. Le Codex Hirsaugiensis fait explicitement référence à Albert en tant que comte Eguisheim. Dans sa propre donation à l'abbaye de Marbach, il se désigne comme « le comte Eguisheim, appelé de Moha »[c]. Enfin, dans un document de l'abbaye de Saint-Trond, il est appelé simplement le comte de Moha.
En 1089, Hugues VII meurt et Albert II hérite de Dabo. Après la mort de Hedwige, il épouse Ermesindis, fille du comte Conrad Ier de Luxembourg. Hugues VIII, son fils avec Hedwige, succède à la tête du comté de Dabo vers 1098, tandis qu'Eguisheim passe à une autre branche de la famille. Par la suite, Moha reste entre les mains des comtes de Dabo jusqu'à la mort du dernier de la lignée en 1212.

## Guerre de succession
En 1201, le comte Albert II de Dabo-Moha fait du duc Henri Ier de Brabant son héritier pour le château de Dabo et le comté de Metz s'il venait à mourir sans héritier. Moha était incluse dans cette succession. En 1204, Albert modifie les termes de son testament et laisse les mêmes possessions à l'évêché de Liège. Dans ces deux testaments, le statut juridique du territoire n'est pas confondu avec le titre traditionnel de « comté ». Il est décrit comme l'allodium de Muha (ou Musal) et de Waleve.
À la mort d'Albert en 1212, le comté de Moha est disputé entre Liège et le Brabant. Le duc Henri, assisté de Waleran, héritier du duché de Limbourg, fait marcher une armée comme pour attaquer Moha, tandis que l'évêque Hugues de Pierrepont se dirige avec son armée vers Huy. Contournant Moha, le duc attaque Liège non défendue tandis que l'évêque ramène son armée de Huy à marche forcée. Liège est occupée le 3 mai et pillée pendant quatre jours. Le 8 mai, Henri entame le siège de Moha, mais ne parvenant pas à le prendre rapidement, il l'abandonne le 10 mai.
L'évêque se met immédiatement au travail pour renforcer et reconstruire Liège. En juillet, fort d'alliances avec le marquis Philippe Ier de Namur, le comte Louis II de Looz et le comte Ferdinand de Flandre, il se dirige vers le Brabant. Menacé par une force supérieure, Henri ouvre des négociations. Finalement, il renonce à ses prétentions sur Moha.
L'accord n'a pas duré. En octobre 1213, l'évêque Hugues et Ferdinand envahissent le Brabant des deux côtés, affirmant qu'Henri ne remplit pas ses obligations en vertu du traité antérieur. Lorsque Ferdinand est contraint de détourner son attention vers sa frontière française, l'évêque fait appel au comte de Looz. Henri fait marcher une armée à travers le comté de Moha et les deux camps se rencontrèrent à la bataille de Steps le 13 octobre 1213. Les Liégeois sont victorieux. Le comté de Moha est confirmé à l'évêque.
Le comté devient un quartier de la principauté de Liège.
À Wanze, l'ancienne juridiction continue à exister mais à Moha le prince-évêque propose une nouvelle juridiction présidée par le bailli.

## Liste des comtes
- Albert Ier de Dabo
- Henri-Hugues VIII de Dabo
- Hugues II de Metz
- Albert II de Dabo-Moha